# Sambandsflokkurin

Partiets logotyp.

Sambandsflokkurin ("Unionspartiet") är Färöarnas äldsta politiska parti, bildat 1906. Sambandsflokkurin är ett borgerligt parti som förespråkar marknadsekonomi. Sambandsflokkurin är det parti som tydligast vill att Färöarna ska förbli i union med Danmark. 
I valen 2004 fick partiet 23,7 % av rösterna, och bildade regering tillsammans med Javnaðarflokkurin och Fólkaflokkurin.
I lagtingsvalet 2008 tappade samtliga de tre regeringspartierna röster till oppositionen.
Sambandsflokkurin gick bakåt med 2,7 procentenheter och har nu sju av 33 platser i lagtinget. 

## Partiledare
- 1906–1917: Fríðrikur Petersen
- 1917–1924: Oliver Effersøe
- 1924–1948: Andrass Samuelsen
- 1948–1970: Johan Martin Fredrik Poulsen
- 1970–1974: Trygve Samuelsen
- 1974–1990: Pauli Ellefsen
- 1990–2001: Edmund Joensen
- 2001–2004: Lisbeth L. Petersen
- 2004–2015: Kaj Leo Johannesen
- 2015–: Bárður á Steig Nielsen

## Lagmän från Sambandsflokkurin
- 1948–1950: Andrass Samuelsen
- 1950–1958; 1968–1970: Kristian Djurhuus
- 1981–1985: Pauli Ellefsen
- 1994–1998: Edmund Joensen
- 2008–2015: Kaj Leo Johannesen
- 2019–    : Bárður á Steig Nielsen